# Vehbi Akdağ
Vehbi Akdağ, född den 1 januari 1949 i Tokat, Turkiet, död i juni 2020, var en turkisk brottare som tog OS-silver i fjäderviktsbrottning i fristilsklassen 1972 i München. 